# AlRawabi School for Girls
AlRawabi School for Girls (en árabe: مدرسة الروابي للبنات), también conocida en español como Escuela para señoritas de Al Rawabi, es una serie de televisión de drama árabe jordano por streaming, que fue producida por Filmizion Productions en nombre de Netflix. La miniserie de seis capítulos se estrenó en 32 idiomas y 190 países en Netflix el 12 de agosto de 2021, y también está doblada en más de 9 idiomas, incluidos inglés, español, francés, alemán y turco.
El 18 de mayo de 2022, Netflix anunció que habrá una segunda temporada, al igual que hizo su creadora, Tima Shomali, en las redes sociales.
El 1 de febrero de 2024 se anunció que la segunda temporada se estrenaría el 15 de febrero de 2024.

## Trama
Después de que un grupo de chicas sean víctimas de persistentes ataques de intimidación y acoso escolar en su escuela privada de élite, planean un peligroso ataque de represalia contra sus torturadoras. Pero hay dos caras para todo o para todos, una buena y otra mala. Sin embargo, la situación se intensifica y se vuelve opaca e impredecible; sus planes tienen consecuencias que complican la fina línea entre el acosador y la víctima.

## Elenco

### Principal
- Andria Tayeh como Mariam.
- Rakeen Saad como Noaf.
- Noor Taher como Layan.
- Yara Mustafa como Dina.
- Joanna Arida como Rania.
- Salsabiela A. como Ruqayya.

### Recurrente
- Nadera Emran como la directora Faten Qadi.
- Reem Saadeh como Sra. Abeer.
- Jana Zeineddine como Laila.
- Ahmad Hamdan como Laith Radwan.

## Temporadas
| Temporada | Temporada | Episodios | Episodios | Lanzamiento original  | Lanzamiento original  |
| --------- | --------- | --------- | --------- | --------------------- | --------------------- |
|           | 1         | 6         | 6         | 12 de agosto de 2021  | 12 de agosto de 2021  |
|           | 2         | 6         | 6         | 15 de febrero de 2024 | 15 de febrero de 2024 |

## Episodios

### Temporada 1
| N.º | Título                                                           | Dirigido por | Escrito por                               | Fecha de emisión original |
| --- | ---------------------------------------------------------------- | ------------ | ----------------------------------------- | ------------------------- |
| 1   | «School Was My Happy Place» «El instituto era mi sitio favorito» | Tima Shomali | Tima Shomali Shirin Kamal Islam Alshomali | 12 de agosto de 2021      |
| 2   | «Game On!» «¡Que empiece el juego!»                              | Tima Shomali | Tima Shomali Shirin Kamal Islam Alshomali | 12 de agosto de 2021      |
| 3   | «What Goes Around Comes Around» «Ojo por ojo»                    | Tima Shomali | Tima Shomali Shirin Kamal Islam Alshomali | 12 de agosto de 2021      |
| 4   | «Broken Glass» «Un cristal roto»                                 | Tima Shomali | Tima Shomali Shirin Kamal Islam Alshomali | 12 de agosto de 2021      |
| 5   | «And She Became a Stranger» «Y se convirtió en una desconocida»  | Tima Shomali | Tima Shomali Shirin Kamal Islam Alshomali | 12 de agosto de 2021      |
| 6   | «The Calm Before the Storm» «La calma antes de la tormenta»      | Tima Shomali | Tima Shomali Shirin Kamal Islam Alshomali | 12 de agosto de 2021      |

### Temporada 2
| N.º | Título                                                                | Dirigido por | Escrito por                               | Fecha de emisión original |
| --- | --------------------------------------------------------------------- | ------------ | ----------------------------------------- | ------------------------- |
| 1   | «New Beginnings» «Nuevos comienzos»                                   | Tima Shomali | Tima Shomali Shirin Kamal Islam Alshomali | 15 de febrero de 2024     |
| 2   | «Fancy Purple» «Púrpura elegante»                                     | Tima Shomali | Tima Shomali Shirin Kamal Islam Alshomali | 15 de febrero de 2024     |
| 3   | «Meet Your Favorite Candidate» «Conoce a tus candidatas favoritas»    | Tima Shomali | Tima Shomali Shirin Kamal Islam Alshomali | 15 de febrero de 2024     |
| 4   | «A Blast from the Past» «Otro mundo»                                  | Tima Shomali | Tima Shomali Shirin Kamal Islam Alshomali | 15 de febrero de 2024     |
| 5   | «Holy Uniform» «Uniforme sagrado»                                     | Tima Shomali | Tima Shomali Shirin Kamal Islam Alshomali | 15 de febrero de 2024     |
| 6   | «If I Could Do It All Again...» «Si pudiera hacerlo todo otra vez...» | Tima Shomali | Tima Shomali Shirin Kamal Islam Alshomali | 15 de febrero de 2024     |